# Martin Kaufhold

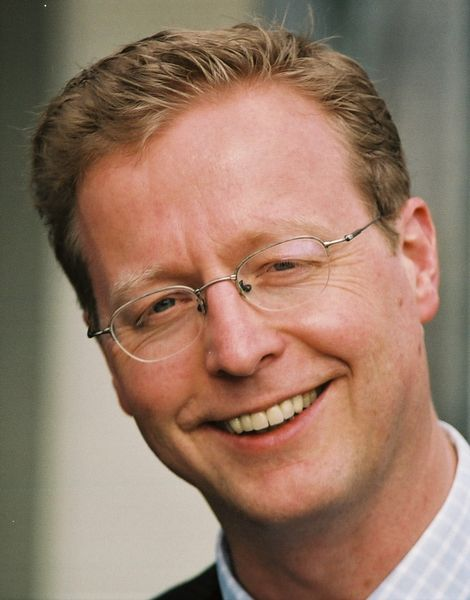
Martin Kaufhold, aufgenommen von Werner Maleczek 2007

Martin Kaufhold (* 19. August 1963 in Münster) ist ein deutscher Historiker.

Martin Kaufhold legte 1982 sein Abitur in Münster ab. Von 1983 bis 1989 studierte er Geschichte und Germanistik an der Universität Heidelberg. Dort wurde er 1993 bei Jürgen Miethke promoviert mit der Arbeit Gladius Spiritualis. Das päpstliche Interdikt über Deutschland in der Regierungszeit Ludwigs des Bayern (1324–1347). Von 1990 bis 1995 war er wissenschaftlicher Mitarbeiter in Heidelberg am Lehrstuhl von Jürgen Miethke. Anschließend war er dort von 1995 bis 2000 als wissenschaftlicher Assistent tätig. Im Jahr 2000 erfolgte seine Habilitation mit der Arbeit Deutsches Interregnum und Europäische Politik. Konfliktlösungen und Entscheidungsstrukturen im Übergang von Friedrich II. zu Rudolf von Habsburg (ca. 1230–1280). Von 2000 bis 2003 war er als Oberassistent in Heidelberg tätig. Seit 2003 lehrt Kaufhold als ordentlicher Professor für Mittelalterliche Geschichte an der Universität Augsburg und ist seit 2010 Mitglied der Schwäbischen Forschungsgemeinschaft.
In seiner Dissertation wollte er die Frage klären, „inwieweit das Interdikt auf das Leben der Menschen einwirkte, ihre Erfahrungen prägte und damit auch zu einem wachsenden Verfassungsbewußstein beitrug“. In einer vergleichenden Untersuchung über den institutionellen Wandel im Reich, in England und an der Kurie im Spätmittelalter ging Kaufhold später der Frage nach, „wie lange es dauern konnte, bis aus den Positionen rivalisierender Akteure im Konflikt um die richtige Ordnung […] anerkannte Regeln gemeinsamer Verfassung werden konnten“.

## Schriften (Auswahl)
- Europas Werte. Wie wir zu unseren Vorstellungen von richtig und falsch kamen. Ein historischer Essay. Schöningh, Paderborn 2013, ISBN 978-3-506-77711-9.
- Die Rhythmen politischer Reform im späten Mittelalter. Institutioneller Wandel in Deutschland, England und an der Kurie 1198–1400 im Vergleich (= Mittelalter-Forschungen. Band 23). Thorbecke, Ostfildern 2008, ISBN 978-3-7995-4274-6 (Digitalisat).
- Interregnum. 2., bibliografisch ergänzte Auflage. Wissenschaftliche Buchgesellschaft, Darmstadt 2007, ISBN 3-534-20835-8.
- Wendepunkte des Mittelalters. Von der Kaiserkrönung Karls des Großen bis zur Entdeckung Amerikas. Thorbecke, Ostfildern 2004, ISBN 3-7995-0144-4.
- Europas Norden im Mittelalter. Die Integration Skandinaviens in das christliche Europa (9.–13. Jahrhundert). Wissenschaftliche Buchgesellschaft, Darmstadt 2001, ISBN 3-89678-418-8.
- Deutsches Interregnum und europäische Politik. Konfliktlösungen und Entscheidungsstrukturen 1230–1280 (= Monumenta Germaniae historica. Band 49). Hahn, Hannover 2000, ISBN 3-7752-5449-8 (Zugleich: Heidelberg, Universität, Habilitations-Schrift, 1999).
- Gladius spiritualis. Das päpstliche Interdikt über Deutschland in der Regierungszeit Ludwigs des Bayern (1324–1347) (= Heidelberger Abhandlungen zur mittleren und neueren Geschichte. N.F., Band 6). Winter, Heidelberg 1994, ISBN 3-8253-0192-3 (Zugleich: Heidelberg, Universität, Dissertation, 1993).